# Кир (имя)
Кир — мужское имя греческого или персидского происхождения.

## Происхождение имени
Имя Кир происходит от древнегреческого слова κύριος, означающего «господин», или от персидского мужского имени Куруш (перс. کوروش بزرگ ‎, др.-перс. ), означающего «Как солнце».

## Известные носители имени
- Кир Булычёв (настоящее имя — Игорь Всеволодович Можейко) — советский писатель-фантаст, учёный-востоковед.
- Кир I Аншанский — царь Аншана из династии Ахеменидов.
- Кир II Великий — внук Кира І Аншанского, объединитель персидских племён и основатель державы Ахеменидов.
- Кир Александрийский — христианский святой, мученик.
- Патриарх Кир — патриарх Александрийский, приверженец монофелитства.